# 알로이시오 슈월츠
알로이시오 슈월츠(Aloysius Schwartz, 한국 이름: 소재건(蘇再建)) 몬시뇰(Msgr.)1930년 9월 18일~1992년 3월 16일)은 가톨릭 교회 신부이다.
1930년 9월 18일 미국 워싱턴 D.C.에서 출생하였다. 사람들은 신부님을 알로이시오 신부님, 알로이시오 몬시뇰, 소 알로이시오 신부님, 파더 알(Fr. Al) 등으로 호칭한다. 사제 서품 이후 한국, 필리핀, 그리고 멕시코에서 자선과 교육 사업을 운영하던 중 1989년 10월 근 위축성 측색 경화증 (ALS: Amyotrophic Lateral Sclerosis, 일명 루 게릭 병) 진단을 받았고, 1992년 3월 16일 필리핀 마닐라 소녀의 집에서 선종하셨다.
로마 교황청은 알로이시오 슈월츠 신부님께 1990년 2월 1일 몬시뇰(Msgr.) 칭호를 수여했고, 2015년 1월22일 가경자 (Venerable)로 선포하였다.
2003년 이후, 소 알로이시오 신부의 성인 시복시성이 진행 중이다.

## 유년 시절
알로이시오 슈월츠는 아버지 루이스 슈월츠(Louis Schwartz)와 어머니 시델라이 보우라사(Cedelia Bourassa)의 8 자녀중 셋째 아들로 1930년 9월 18일 워싱턴 D.C.에서 출생하였다. 몬태나주 출신의 시델라이 보우라사는 1차 세계 대전 중 워싱턴 D.C.로 이사했고, 당시 가구 방문 판매를 하시던 루이스 슈월츠를 만나 가정을 꾸렸다. 알로이시오는 어려서부터 가난하고 필요한 사람을 돕는 신부가 되기를 간절히 원했다.

## 신학교와 사제 서품
알로이시오는 메리놀 외방 선교회에 입회하였고(1947) 메리놀회 신학교(Maryknoll College at Glen Ellen, IL)에서 학사과정(1948-1952)을 마쳤다. 하지만 평소 교구 사제직에는 매력을 느끼지 못하고 오히려 재속 사제직을 통해서만 정말로 가난한 사람의 삶을 살 수 있다고 생각한 알로이시오는 메리놀회에 만족하지 못하였다. 저개발국가의 생활과 비교할 때 미국인 메리놀 회원들은 지나치게 부자였고, 동료 신학생들과 가진 토론은 외방 선교의 경험이 전혀 없던 알로이시오에게조차 메리놀에 대한 부정적 생각을 확인시켜주었다.
메리놀회의 정신이 자신에게 맞지 않다고 생각한 알로이시오는 외국 선교를 통해 가난한 재속사제로 양성시켜줄 신학교를 찾기 시작했고, 레브 벵상 신부 (벨기에)가 창설한 '선교 협조자회'(Societ des Auxiliaries des Mission, S.A.M)를 알게 되었다. S.A.M 은 벨기에에 본부를 둔 국제적 모임으로, 1954년 당시 유럽의 여러 국가에서 온 신학생들이 주축을 이루었다. 이 선교회의 첫째 목적은 아프리카와 아시아에서 방인 주교 밑에서 일할 유럽 출신 재속사제를 양성하는 것이었다. S.A.M 출신 사제들은 중국, 대만, 베트남, 인도, 스리랑카, 일본, 한국, 아프리카에서 방인 주교의 관할권 밑에서 일했다. 그는 레브 신부야 말로 아시시의 프란치스코 성인이 주장한 가난을 구체화한 사제라고 생각했다. 정식으로 입회 허락을 받은 그는 가족과 친구들의 걱정에도 불구하고 떠날 준비를 했다.
루벵 가톨릭 대학 신학부의 지식 분위기는 개방적이며 자유롭고 활기가 넘쳤지만, 벨기에에서의 생활은 고되었다. 불어에 능통하지 않은 상태로 도착했고, 음식은 전혀 입에 맞지 않았고, 겨울 추위를 덜어 줄 적절한 난방도 없었다. 게다가 그가 루벵대학교에 등록했을때는 학기가 이미 4개월이 지난 뒤였다. 진보적이며 박식한 교수가 가르치는 신학은 그가 맞서야 할 힘든 과제이었다. 알로이시오는 그때의 생활을 이렇게 이야기 했다. "모든 면에서 지극히 어려웠다. 육체적으로, 정신적으로 지독하게 힘들었다."
S.A.M.의 3년간의 신학 공부에 1년간의 수련 기간이 있었다. 수업이 없는 여름 방학동안 알로이시오는 히치하이킹을 이용한 무전여행을 통해서 유럽 농촌의 공동체를 알게 되었고, 언어 연습을 했고, 농촌 일도 도우면서 낯선 문화와 전통을 익혔다. 이 여행 중 서부 벨기에에 위치한 바뇌 성모 성지 방문은 그를 변화시킨 계기가 되었다. 그는 깊은 내적 평화를 얻었고 완전한 가난의 삶을 살려는 자신의 항구한 결심을 굳히는 기회가 되었다. 이후 5년 동안 15회에 걸쳐 바뇌 성모 성지를 방문한 알로이시오는 사제 서품전 방문에서 가난한 이의 동정녀에게 자신의 사제직을 바쳤다. 그리고 바뇌 성지가 속하는 리에지 교구의 커크호프 주교(성모님께서 작은 바뇌 마을의 어린 소녀에게 발현한 사실을 공인한 분이시기도 하다.)로부터 부제품을, 그리고 같은 주교의 명의로 미국 워싱턴 DC 대교구의 성 마틴 성당에서 사제품을 받았고(1957년 6월 29일), 같은 해 겨울 선교지 한국에서 활동하기 위하여 부산교구에 입적하였다(1957.12.8)

## 한국과 필리핀에서의 자선 사업
소 알로이시오 신부는 루벵 가톨릭대학에서 당시 사회학을 공부하던 장 요셉 신부를 통해 전쟁 이후의 피폐한 한국의 상황을 듣게 되었다. 당시의 한국 천주교회도 역시 물질적으로 그들의 고통을 크게 덜어 줄 처지가 못 되었다. 알로이시오 신부는 한국 사람의 고통을 덜어주는 것이 자신의 이상이라고 생각했다.
한국의 가난한 사람들을 위하여 1961년에 워싱턴에서 민간 원조 기관인 한국 자선회(Korean Relief. lnc. 현재는 World Villages for Children (Annapolis, MD)로 바뀜)를 설립, 이 기관을 통하여 모금한 기금으로 한국에서 구호활동을 활발히 전개하였다. 부산교구 송도 본당의 주임신부로 재직(1962~1966)하면서 마리아 수녀회를 창설하였고(1964), 가난한 이들 중에서 가장 가난한 이들에게 봉사하는 마리아수녀회의 소명에 전념하기 위하여 5년 동안의 송도 본당 주임직을 사임하였다. 그 이후 소 알로이시오 신부는 한국, 필리핀, 멕시코의 6개 도시에 의료시설과 정규교육기관을 갖춘 6개소의 소년의 집, 소녀의집을 설립하여 수많은 불우 어린이와 청소년을 돌보았다. 부산시의 노숙자 200명을 보호하는 마리아수녀회 구호소를(1969. 7), 그리스도 수도회를 창설하였고(1981. 5. 1) 이 수도회를 통해 서울특별시의 노숙자 2000명을 돌보는 그리스도 수도회 ‘은평의 마을‘ 운영을 시작하였다(1981).

## ALS 투병과 선종
1989년 10월 근 위축성 측색 경화증 (ALS: Amyotrophic Lateral Sclerosis, 일명 루게릭 병) 진단을 받았다. 소 알로이시오 신부는 ALS를 하느님의 선물이라 여겨 기쁘게 받아드렸다. 투병 기간 동안에도 소 알로이시오 신부는 휠체어에 의지하여 필리핀과 한국, 한국과 멕시코를 왕래하며 그의 세번째 자선 사업을 멕시코에 펼친다. 1991년 10월 멕시코 찰코시에 2000명의 불우 청소년을 돌보는 소녀/소년의집의 1단계 사업을 완성 개원하였다. 멕시코 사업을 추진하는 가운데서 하루하루 꺼져가는 목소리로 녹음기에 구술 저서인 '조용히 다가오는 나의 죽음’ (원명: Killing Me Softly)의 원고를 임종 9일 전에 탈고하였다. 소 알로이시오 신부는 1992년 3월16일 마닐라 산타 메사의 소녀의 집 사제관에서 선종하였다.
소 알로이시오 신부의 유언에 따라 마리아 수녀회는 ‘가난한 이들의 동정녀’를 기리는 벨기에 바뇌의 성모님 발현 기념 경당의 복제 경당을 필리핀 실랑 소녀의집 구내에 건립하였다 그 제대 아래 신부님의 시신을 묻고, 무덤 위에는 소 알로이시오 신부가 직접 작문하고 임종 하루 전날에 문장과 철자를 확인한 비문이 새겨진 동판을 놓았다.
여기 알로이시오 슈월쓰 신부가 묻히다. 모든 찬사와 영예와 영광과 감사를 가난한 이의 동정녀에게 바친다.
Here lies Fr.Al Schwartz. All praise, honor, glory and thanksgiving to the Virgin of the Poor!

그리스도의 삶과 그리스도를 열렬히 증거한 삶을 살았던 소 알로이시오 신부는 ‘하느님의 종’이라고 불리었고, 교황청은 2015년 1월 22일 가경자 (Venerable)로 선포하여 현재 시복시성 절차를 밟고 있다.

## 알로이시오 신부의 자선 및 교육 사업
- 1963~1969 부산 서부 빈민 지역에서 모금용 손수건 자수 자조 사업을 전개. 2.000명의 가정 주부에게 수놓는 일감을 공급
- 1964. 8.15 가족 단위 고아원 설립
- 1966. 9. 1 부산 서구 아미동 빈민 지역에 첫 번째 진료소 개설
- 1967. 1. 18 부산 서구 암남동과 중구 보수동의 빈민 지역에 각 1개소의 진료소 개설
- 1968. 12. 10 부산 서구 아미동에 아미 고등 공민 학교 설립
- 1969. 7. 1 부산시으로부터 서구 장림동 소재 행려 환자 구호소의 관리 운영
- 1970. 4. 10 부산 서구 암남동에 첫 소년의 집 사업 시작 (부랑아 300명에게 안식처와 교육을 제공)
- 1970. 10. 25 부산 서구 암남동 120병상이 무료 구호 병원 개원
- 1973. 1. 1 부산 서구 암남동에 공식 부산 소년의 집과 소녀의 집 개원 (1999년 현재 수혜 아동; 1725명)
- 1973. 3. 1 부산 소년의 집 초등학교 개교(1976년 서울 소년의 집 초등학교에 병합)
- 1974. 3. 1 부산 소년의 집 중학교 개교(1999년 알로이시오 중학교로 명칭변경)
- 1975. 1. 1 서울 소년의 집과 소녀의 집 개원(1999년 현재 수혜 아동: 943명)
- 1975. 3. 1 서울 소년의 집 초등 학교 개교
- 1976. 3. 1 부산 소년의 집 기계 공업 학교 개교(1999년 알로이시오 전자 기계 공업 고등 학교로 명칭 변경)
- 1981. 1. 6 서울 시립 갱생원의 관리 운영 인수 (1999년 수혜 인원:집 없는 성인 남자 2.200명; 1996년 7월 1일 '은평의 마을'로 명칭 변경; 2010.12.29 서울시로 이관함)
- 1982. 6. 29 서울 소년의 집에 12병상의 무료 병원 도티 기념 병원 개원
- 1984. 3. 1 미혼모의 집 모성원 설립 (2년 자립 기간 부여)
- 1985. 2. 12 마닐라 대교구장 하이메신 추기경의 초청으로 소년의 집,소녀의 집 사업 필리핀 진출
- 1985. 7. 15 마닐라 퀘존 인스티튜트에서 결핵 사업 시작 (무료 수혜 환자: 2.000명.1992년까지 계속)
- 1986. 8. 15 마닐라에서 소녀의 집 개원(1999년 수혜 아동: 3.600명)
- 1990. 8. 23 필리핀 세부 딸리사이에 소녀의 집 개원(1990년 수혜 아동: 3,410명)
- 1991. 7. 23 필리핀 카비테주 실랑시에 소년의 집 개원(1990년 수혜 아동: 2.970명)
- 1991. 10. 7 멕시코 찰코시 소년, 소녀의 집 개원(1999년 수혜 아동:3,175명)
- 1992. 3. 16 필리핀 마닐라 소녀의 집에서 선종.

## 마리아 수녀회와 그리스도 수도회가 지속 추진하는 글로벌 자선 및 교육 사업
소 알로이시오 신부의 사업을 이어받은 마리아 수녀회는 현재 한국, 필리핀, 멕시코, 과테말라, 온두라스, 브라질, 탄자니아 등 7개국 11개 도시에 의료시설과 정규 교육기관을 갖춘 10개의 소년의 집과 소녀의집 사업을 운영하고 있으며, 무료 기숙사와 교육시설을 통해 20,665명의 가난한 어린이와 청소년에게 정규 교육과 직업교육을 제공하고 있다 (2020년 기준). 또한 마리아 수녀회는 브라질리아의 소녀의집에 이어 상파울로에서 대규모 소년의집 사업계획을 추진 중에 있다. 소년/소녀의집 사업 이외에 한국에서 두개의 무료병원, 노숙자를 위한 부산 구호소, 2개의 미혼모 보호시설을 부산과 서울에서 운영하있다.
그리스도 수도회는 서울 홍은동 본원으로 정신지체장애인(작은 숨골) 그룹홈과 파주분원에 정신지체장애인(한우리 공동체) 그룹홈을 운영하고 있으며 그리고 60여명의 알콜올 중독, 도박 중독 등 재활치료 및 자활 교육을 실시하고 있다. 그리고 필리핀 카비테 실랑 분원에 청소년 교육사업과 필리핀 아마데오에 무연고자 장애인 복지 시설을 운영하고있으며, 멕시코에 분원을 두어 청소년 교육 사업을 위한 수도회의 사도직 사업을 계획과 추진 중에 있다.

## 소 알로이시오 신부 약력
- 1930.10.5 홀리 네임 성당 (워싱턴 D.C.)에서 유아 세례
- 1944~1948 성 찰스 마이너 신학원, 캔톤스빌, 매릴랜드
- 1948~1952 메리놀회 신학교(Maryknoll College at Glen Ellen, IL)에서 학사
- 1953~1957 벨기에 루벵 대학 신학부 졸업
- 1957. 6.29 성 마틴 성당 (워싱턴 D.C.)에서 사제 서품
- 1962.6~1966.12 한국 부산 교구 송도 성당 주임 신부
- 1964. 8.15 마리아 수녀회 창설
- 1981. 5.10 그리스도 수도회 보관됨 2016-10-29 - 웨이백 머신
- 1989.10 근 위축성 측색 경화증 (ALS: Amyotrophic Lateral Sclerosis, 일명 루 게릭 병) 진단
- 1990. 2. 1 교황청으로부터 고위 성직자 몬시뇰(Msgr.) 칭호를 받음
- 1992. 3.16 필리핀 마닐라 산타 메사의 소녀의 집 사제관에서 선종
- 2015. 1.22 교황청으로부터 가경자 (Venerable)로 선포됨

## 저서
영문판
- 알로이시오 슈월츠, 1966, The Starved and The Silent
- 알로이시오 슈월츠, 1967, Armenpfarrer in Korea
- 알로이시오 슈월츠, 1968, Poverty: sign of our times
- 알로이시오 슈월츠, 1991, To live is Christ: The Sisters of Mary book of spirituality
- 알로이시오 슈월츠, 1993, Killing Me Softly:The Inspiring Story of a Champion of the Poor

국문판
- 소 알로이시오, 2002, 가난은 구원의 징표이다
- 소 알로이시오, 2002, 굶주린 자와 침묵하는 자
- 소 알로이시오, 2009, 가장 가난한 아이들의 신부님
- 소 알로이시오, 2012, 조용히 다가오는 나의 죽음 가난한 사람들을 위해 일생을 바친 소 알로이시오 신부의 마지막 편지, 개정판
- 소 알로이시오, 2013, 소 알로이시오 신부의 기도
- 소 알로이시오, 2014, 영성일기
- 소 알로이시오, 2016, 소 알로이시오 신부 가난하고 소외된 이들의 아버지

## 관련 서적
Dolores Vita, 2012, My Brother's Witness: Monsignor Aloysius Schwartz (영문판)
마리아 수녀회 AL 연구소, 2013, 소 알로이시오 신부님과의 추억
주선호, 2011, "소 알로이시오의 생애와 가난의 영성을 통해 바라본 현대 사제의 삶에 관한 연구", 석사 학위논문, 광주 가톨릭대학교 대학원.
논문 1/2
논문 2/2

## 수상
- 1975. 5. 28 국민훈장 동백장 수상
- 1976. 5. 16 5 . 16 민족상 (교육 부문) 수상
- 1976. 5. 29 포담 대학교에서 명예 인문학 박사 학위 수여
- 1983. 8. 30 막사이사이상 국제 협동 부문(Peace and International Understanding (PIU)) 수상 (막사이사이상 공식 홈페이지 수상자 목록 바로가기)
- 1984 미국의 하원의원 스테니 호이어(매릴랜드 주)에 의해 노벨 평화상 후보로 추천됨
- 1992 미국의 하원의원 로버트 도어난(캘리포니아주)와 주지사 윌리엄 쉐터 (매릴랜드)에 의해 노벨 평화상 후보로 추천됨
- 2004. 4. 8 마리아 수녀회 호암상 수상
- 2010. 12. 3 도티 기념병원 아산상 수상
- 2015. 12. 23 2015 국민추천포상 대통령 포상